# Lancrans
Lancrans è stato un comune francese di 1 082 abitanti situato nel dipartimento dell'Ain della regione dell'Alvernia-Rodano-Alpi. Dal 1º gennaio 2019 è accorpato ai comuni di Châtillon-en-Michaille e di Bellegarde-sur-Valserine, formando il nuovo comune di Valserhône  e diventandone comune delegato. Il suo territorio è bagnato dal fiume Valserine.

## Società

### Evoluzione demografica
Abitanti censiti